# Кауан (Тенеси)
Кауан (енгл. Cowan) град је у америчкој савезној држави Тенеси.

## Демографија
По попису из 2010. године број становника је 1.737, што је 33 (-1,9%) становника мање него 2000. године.
| Група             | 2000.         | 2010.         |
| Белци             | 1.542 (87,1%) | 1.443 (83,1%) |
| Афроамериканци    | 167 (9,4%)    | 194 (11,2%)   |
| Азијати           | 0 (0,0%)      | 8 (0,5%)      |
| Хиспаноамериканци | 24 (1,4%)     | 35 (2,0%)     |
| Укупно            | 1.770         | 1.737         |